# Synæstesi
Synæstesi (af gr. syn-, "sam-", og aesthesis, "sansning") eller samsansning er i psykologien betegnelsen for en sammenblanding af forskellige typer af sanseindtryk. Mennesker kan f.eks. høre farver, se lyde og smage berøringer. Synæstesi er således et sanseindtryks fremkalden af fornemmelse fra andet sanseområde. Der er 2-4%, måske lidt flere, der er synæstetikere, f.eks. Pharrell Williams, Tori Amos, Franz Liszt og andre musikere, der ser musik med farver. Der synes i det hele taget, at være langt flere kunstnere blandt synæstetikerne, end blandt ikke-synæstetikere.[kilde mangler]
Tidligere er synæstesi blevet opfattet som psykiske lidelser, men ved hjælp af en scanning-teknik kaldet DTI (diffusion tensor imaging) kan man nu konstatere at  forbindelserne mellem hjernens sanseområder er mere fremtrædende end ved ikke-synæstetikere. Synæstesi er delvis arveligt betinget, og der er flere kvinder end mænd, der er synæstetikere.

## Hvor mange former for synæstesi?
Præsidenten for American Synesthesia Association, Sean A. Day, opgør i en undersøgelse  af 1007 synestetikere at der er 63 forskellige former for synestesi.

## Synæstesi og hukommelse
Det synes også som om sanse-sammenblanding kan føre til en ekstremt overudviklet hukommelse.

## Grafem-farve-synæstesi
En udbredt form for synæstesi er at se bogstaver og tal i farver, grafem-farve-synæstesi.

## Musik-farve-synæstesi
En anden form for synæstesi er at se musik i farver, musik-farve-synæstesi. Et eksempel er SONATA VI malet af Mikalojus Konstantinas Čiurlionis.

## Eksterne links og henvisninger
1. ↑  Lego Leaps Into Documentaries, With Pharrell Williams as the Subject. New York Times 2024
2. ↑  Hvorfor kan nogle mennesker smage ord? National Geographic
3. ↑  Sanseoplevelser i Hjernen - Synæstesi. Afhandling af T. A. Sørensen og Á. G. Ásgeirsson 2013
4. ↑  Demographic aspects of synesthesia
5. ↑  Sanseblanding støtter hukommelsen. Ingeniøren
6. ↑  "This is what famous songs look like for someone with synesthesia. Sciencedump". Arkiveret fra originalen 13. september 2016. Hentet 18. juli 2015.

- Uncommon Sense. Synesthesia helps the brain luxuriate in metaphor. Harvard Medical School Arkiveret 11. juli 2016 hos  Wayback Machine
- Synæstesi. Med to forklarende videoer på engelsk Arkiveret 6. marts 2016 hos  Wayback Machine
- This is what it’s like to see sound. Science Alert
- Kortslutning i hjernen giver os et 7. sans. Illustreret videnskab Arkiveret 2. april 2015 hos  Wayback Machine
- A Woman With Synesthesia Is Telling Everyone What Their Names Taste Like. IFLScience 2019